# Renovo (álbum de Diante do Trono)
Renovo é um álbum ao vivo da banda Diante do Trono, gravado no dia 29 de março de 2013, durante o 14º Congresso de Louvor e Adoração Diante do Trono, que foi realizado na Expominas, na cidade de Belo Horizonte, e transmitido ao vivo pela Rede Super para parte do Brasil. O álbum foi disponibilizado no iTunes no dia 8 de julho de 2013.
O álbum contém os principais sucessos do grupo lançados nos seus primeiros trabalhos. A respeito de Renovo, a vocalista Ana Paula Valadão disse antes da gravação: "O CD tem canções que marcaram nossa geração e a história do Diante do Trono. Com uma roupagem e arranjos diferentes, vai ser muito lindo". O álbum foi gravado pela atual formação do grupo, e tem novos arranjos e sonoridades. O público do evento foi formado apenas de congressistas inscritos.
A capa do projeto, produzida pela Quartel Design e com a arte "Renovo", criada por Guilherme Fares, foi apresentada durante o culto Mulheres Diante do Trono. Os arranjos vocais do disco ficaram a cargo de Rodrigo Campos, e a produção musical por Vinícius Bruno, o mesmo responsável pela gravação os overdubs. Durante a gravação, a voz da vocalista Ana Paula Valadão teve falhas, fato comentado pela artista no dia seguinte.
Em 2014, as faixas "Quem é deus como nosso Deus?, "Amigo fiel" e "Nos braços do Pai" foram traduzidas ao finlandês e integram o álbum Läpimurto. Em 2015 o álbum recebeu uma versão infantil, intitulado de "Renovo Kids", e uma versão em alemão intitulada Deutschland Vor Dem Thron.
| Críticas profissionais | Críticas profissionais |
| Avaliações da crítica  | Avaliações da crítica  |
| Fonte                  | Avaliação              |
| ---------------------- | ---------------------- |
| Super Gospel           | (favorável)            |
| O Propagador           | [ 7 ]                  |

## Faixas
| #  | Títulos                                                                               | Compositores                      |
| -- | ------------------------------------------------------------------------------------- | --------------------------------- |
| 1  | Quero subir (Preciso de Ti)                                                           | Ana Paula Valadão                 |
| 2  | Pot-pourri: A Vitória da Cruz/Mais que vencedor (Águas Purificadoras/Príncipe da Paz) | Ana Paula Valadão                 |
| 3  | Quem é deus como o nosso Deus? (Esperança)                                            | Ana Paula Valadão                 |
| 4  | Deus de amor (Diante do Trono)                                                        | Ana Paula Valadão                 |
| 5  | Amigo fiel (Exaltado)                                                                 | Ana Paula Valadão e André Valadão |
| 6  | Espontâneo "15 Anos"                                                                  | Ana Paula Valadão                 |
| 7  | Esperança (Esperança)                                                                 | Ana Paula Valadão                 |
| 8  | Nos braços do Pai (Nos Braços do Pai)                                                 | Ana Paula Valadão                 |
| 9  | Seja o centro (Quero me Apaixonar)                                                    | Ana Paula Valadão                 |
| 10 | Tua Presença (Esperança)                                                              | Ana Paula Valadão                 |
| 11 | Pot-pourri: Canção do amor/Quero me apaixonar (A Canção do Amor/Quero me Apaixonar)   | Ana Paula Valadão                 |
| 12 | Porque Te amo (A Canção do Amor)                                                      | Ana Paula Valadão                 |
| 13 | Tua visão (Tua Visão)                                                                 | Ana Paula Valadão                 |